# Christian Friedrich (Fußballspieler)
Christian Friedrich (* 15. Februar 2003) ist ein dänischer Fußballspieler. 
Er spielt bei Brøndby IF und ist des Weiteren ein dänischer U19-Nationalspieler.

## Laufbahn im Vereinsfußball
Christian Friedrich wechselte 2017 aus Næstved in die Fußballschule von Brøndby IF. Beim Verein aus der Brøndby Kommune im Umland von Kopenhagen erhielt er Anfang 2022 einen Profivertrag mit einer Laufzeit bis Sommer 2024. Am 18. April 2022 gab Friedrich im Alter von 19 Jahren bei der 0:2-Niederlage im Derby beim FC Kopenhagen sein Profidebüt in der Superliga. Brøndby IF belegte zum Saisonende den vierten Platz und qualifizierte sich somit für die UEFA Europa Conference League.

## Karriere in der Nationalmannschaft
Am 4. September 2021 gab Christian Friedrich beim 6:1-Sieg gegen Norwegen in Moss während eines internationalen Turniers sein Debüt für die dänische U19-Nationalmannschaft.